# 刈谷 (小惑星)
刈谷（かりや、11115 Kariya）は小惑星帯の小惑星。愛媛県久万高原町の久万高原天体観測館で中村彰正が発見した。
発見者がかつて住んでいた愛知県の刈谷市から命名された。中村彰正はデンソーに8年間勤務していて、刈谷市と大府市に居住した。それらに因んで、発見した小惑星に(10850) Denso、(11612) Obuと命名した。